# Ophion pallens
Ophion pallens är en stekelart som beskrevs av Olivier 1811. Ophion pallens ingår i släktet Ophion och familjen brokparasitsteklar. Inga underarter finns listade i Catalogue of Life.